# 安本丞
安本 丞（やすもと じょう、2005年4月5日 - ）は、日本の俳優、タレント、DJ (ヒップホップ)、モデルである。
東京都出身。元スターダストプロモーション所属。
ヒップホップグループMAGiC BOYZのDJ (ヒップホップ)として2年間活動。
その後ヒップホップグループHONG￥O.JPのDJとして活動したが、グループから独立し現在は個別の活動へと移行。
俳優、ファッションモデル、ダンサー、イラスト制作等多方面での才能を発揮していた。

## 略歴
2011年、5歳の頃から父親の影響でDJに興味を持ち始める。
2013年、小学校2年生の時にスカウトにてスターダストプロモションに入所。
2013年、スターダストプロモーション主催のEBiDAN（恵比寿学園男子部）に所属。
2014年、WEBムービー、 SUBARU「minicar messenger line」に出演。
2016年、 ソニー・インタラクティブエンタテインメントWEBムービー2本に出演(CM欄参照)。
PlayStation（R）祭のフルバージョンムービーは、 ドラゴンクエストビルダーズカップを発表するソロトークシーンでアドリブの長台詞にチャレンジ。
ナレーションも担当した。
2016年5月、ヒップホップグループMAGiC BOYZメンバーにDJジョーとして加入（以下公式名ジョーと記す）。
当初からDJ Yohji_Igarashiに師事し、DJ技術の研鑽を積む。
2017年1月、渋谷Organ Barでの出演を皮切りにDJ単独としてライブハウス、クラブ、各イベントでの活動を開始した。
対バンしたヒップホップグループ餓鬼レンジャーのメンバーポチョムキンは「ジョーには骨抜きにされた」とコメントしているばかりか、TOKYO_HEALTH_CLUBのSIKK-Oは「ライブハウスに挨拶に来てくれたDJジョーが可愛いすぎて抱きしめたくなった」と両アーティストがDJジョーの魅力について語っている。
またボーイズアイドルユニットCUBERSのメンバー末吉9太郎は「心を鷲掴みにされてしまった」とジャンルを超えた感想を述べている。
さらに6月に行われたヒップホップ界の重鎮NIPPSの生誕祭ではDJジョーとしてゲスト出演し、集まった多数のヒップホップ関係者の前でDJプレイを披露した。
2017年3月、ZEN-LA-ROCKがプロデュースするファッションブランドNEMESとナタリーストアのコラボ企画において自作のイラストが採用され、ロングスリーブTシャツ等の製品化に至る。
2017年3月、スター☆ドリーマーズ（BS朝日）番組コーナーの1つであるワンセットムービーに出演。不良番長、にわとりの難役にチャレンジした。
2017年8月、『EBiDAN THE LIVE 2017 ~SUMMER PARTY~』のステージで、ダンススキルが高いメンバーが集結した「恵比寿学園ダンス部」メンバーに選ばれ校長先生役を担当。
レベルの高いダンスを披露した。
2017年10月、ヒップホップクルーSUSHIBOYSとの対バンステージにおいて、握り寿司玉子コスチュームのまま側転とハンドスプリングを実演し、アクロバティックな得意技を初披露した。
また公式ブログではロンダートの実技を動画で公開している。
2017年11月、Pioneer_DJの協力によりDJ機材をプロ用高機能重装備のセットに刷新し、より高度なDJプレイに向けたレッスンを開始した。
2018年7月、MAGiC BOYZから全メンバーが卒業し、新グループHONG￥O.JPとして活動を開始した。
2018年12月、HONG￥O.JPから卒業を表明した。
2020年8月、初の朗読紙芝居劇「ユンカース・カム・ヒア〜終わらない詩（うた）〜」にて主演。
2022年9月、厚生労働省自殺予防週間広報ポスター出演および公式関連動画。
2022年10月、初のテレビドラマに出演。
2024、スターダストプロモーション退所。

## 人物
名前の由来はイギリスのミュージシャンジョー・ストラマーによる。
趣味はスケートボード、ゲーム、映画鑑賞（SF、アニメ）、キーボード。特技はサッカー、スイミング、ダンス。
好物はラーメン、特に博多ラーメンのバリカタ麺を好む。
また饅頭等のあんこ系和菓子も好む。
普段食べられない憧れの好物がマスクメロン。
2017年にCD化された楽曲『10000000000YEN』には「たらふくメロンたべたい」とその思いが歌詞に綴られている。
普段は物静かで穏やか。まるで少女アニメの世界から飛び出してきたかのような神秘的オーラをまとった横顔の造形美が眩しすぎる美少年である。
そして一旦台本を読み始めると一体どこにそのスイッチを隠していたのかと思うほど変化する役者魂を持つ。

## 出演
以下個人での活動を記載。EBiDAN TOKYO 39のメンバーとしての活動はEBiDAN 過去のユニットに記載。
MAGiC BOYZメンバーとしての活動はMAGiC BOYZに記載。
HONG￥O.JPとしての活動はHONG￥O.JPに記載。

### テレビドラマ
- ドラマ＋『青春シンデレラ』（2022年、朝日放送テレビ、テレビ神奈川）[1]

- プレミアムドラマ 『仮想儀礼』 第3話（2023年、NHK-BS、NHK BSプレミアム4K）[1]

### CM
- SUBARU「minicar messenger line」(WEBムービー)（2014年）主演・ジョー役[30]。

- ソニー・インタラクティブエンタテインメント PS4R「ワンピース バーニングブラッド」『老人と海　ハンコック乱入篇＋ゾロ乱入篇』(WEBムービー)(2016年)老人の孫に扮したサー・クロコダイル役[31]。

- ソニー・インタラクティブエンタテインメント「PlayStation（R）祭 Vision Movie」(WEBムービー)(2016年)主演・りょうた役[32]。

- モンスターストライクカードゲームルールソング「YAREBA.E.JAN.HOKA-GO」(2018年)[33]。

- &RESORT HOUSE Concept Movie[34]。

- 厚生労働省 「まもろうよこころ」[35]。

### ミュージック・ビデオ
- 般若アルバム「話半分」より「素敵なTomorrow」（2018年）いじめを受ける少年役[36]（[37]）。

- トンボコープ『過呼吸愛』(Music Video Teaser)三浦翔平主演テレビ東京系 ドラマ「やわ男とカタ子」オープニングテーマ（2023年）[1]（[38]）。

### バラエティ
- ザ!世界仰天ニュース4時間SP(2019年、日テレ)家族が急に敵になって-67kg仰天チェンジ  男子中学同級生役[39]。

### インターネットテレビ

#### ドラマ
- リーディングドラマ「ユンカース・カム・ヒア〜終わらない詩（うた）〜」（2020年）主演・ユンカース 役[24]（公式公開動画[40][41][42]）。

### ファッションモデル
- NEMESの製品モデル(2017年)[43]。

- DROPtokyoのストリートスナップ写真モデル(2018年)[44]。

- WEGOカタログモデル(2018年)[45]

- MILKBOY 2023 WINTER LOOK 2023[46]。

## 作品
- MAGiC BOYZの作品はMAGiC BOYZ#ディスコグラフィに記載。

## 書籍

### 雑誌
- 「BAPE KIDS(R) by *a bathing ape(R) 2018 SPRING / SUMMER COLLECTION」（2017年、宝島社） - ファッションモデル